# Just Cabot
Just Cabot i Ribot (Barcelona, España, 4 de mayo de 1898-París, Francia, 25 de febrero de 1961) fue un escritor y periodista español.

## Biografía
Trabajó como redactor de medios catalanes como La Publicitat y L'Esport Català, y fue director de la revista cultural Mirador. Entre sus obras destacan estudios sobre Domingo Badía, notas sobre Balzac, Stendhal, D'Annunzio y traducciones (parciales o totales) de H. G. Wells, Stevenson, Joseph Kessel, el propio Stendhal o Giacomo Casanova.
Estuvo vinculado al Ateneo Barcelonés, institución que conserva parte de su biblioteca, que fue confiscada por los falangistas una vez se hubo exiliado en París después de la Guerra Civil Española. Murió allí siendo enterrado en el cementerio de Montparnasse, en el panteón de la familia de su esposa, los Castelucho.
Su biógrafo, Valentí Soler, publicó en 2008 El periodismo silenciado: Just Cabot, un libro que recoge parte de su legado (concretamente, tres cintas dictadas por el propio Cabot y que le fueron entregadas, días antes de morir, por la viuda del periodista, Rosita Castelucho) donde expresa parte de su pensamiento.